# لگدزنان و جیغ‌کشان (فیلم ۲۰۰۵)
لگدزنان و جیغ‌کشان (به انگلیسی: Kicking & Screaming) فیلمی است کمدی محصول سال ۲۰۰۵ ایالات متحده به کارگردانی جسی دیلان. در این فیلم بازیگرانی همچون ویل فرل، رابرت دووال، مایک دیتکا، کیت والش، موستا واندر، دیلن مک‌لاکلین و جاش هاچرسون ایفای نقش کرده‌اند.

## خلاصه داستان
فیل وستون (ویل فرل) که با پدرش باک وستون(رابرت دووال) که یک مربی فوتبال است رقابت شدیدی دارد. او تصمیم می‌گیرد تا مربیگری یک تیم فوتبال مدرسه را قبول کند تا بتواند با پدرش رقابت کند و با پدرش شرط می‌بندد که در صورت پیروزی در این رقابت بتواند توپی که سال‌ها قبل پدرش در یک مسابقه از پله به دست آورده را از اوبگیرد.
فیل (ویل فرل) به رفتاری خشن با بچه‌ها رو می‌آورد و می‌خواهد به هرقیمتی که شده قهرمانی را به دست آورد یکی از دوستانش به او می‌گوید خوردن قهوه خوی قهرمانی و برد را در او زنده می‌کند و فیل تصمیم می‌گیرد با خوردن قهوه خود را تقویت کند.
او با همین روش تا مسابقه فینال پیش می‌رود و در فینال با پدرش روبرو می‌شود اما آنجا متوجه می‌شود که روش‌های او غلط است او که در بازی عقب افتاده تصمیم می‌گیرد تا تمام روش‌های خود را برعکس کند و با استفاده از همین روش موفق می‌شود بازی را ببرد و قهرمان شود.